# Michael Weatherly
Michael Manning Weatherly, Jr. (* 8. července 1968, New York) je americký herec.

## Životopis
Narodil se v New Yorku a vyrůstal v Connecticutu. Jeho rodiče, Patricia a Michael Weatherlyovi, jsou velmi bohatí. Michael má jedenáct sourozenců, ale pouze jeden z nich má stejné rodiče jako on. Jeho otec ho vydědil poté, co se Michael rozhodl stát hercem. Studoval v Massachusetts a v Paříži (American University of Paris), ale školu kvůli herectví opustil. V letech 1995–1997 byl ženatý s Amelií Heinle, se kterou si také několikrát zahrál a se kterou má syna Augusta Manninga, narozeného v roce 1996. Předtím chodil mimo jiné s Jessicou Alba. V lednu 2009 se oženil s Bojanou Jankovic a v dubnu 2012 se jim narodila dcera Olivia.
Nejznámější je díky rolím v seriálech Černý anděl a Námořní vyšetřovací služba, kde hraje zvláštního agenta Anthonyho DiNozzo. Objevil se také v seriálech Loving, Čarodějky, Ally McBealová, JAG a dalších a hrál i v několika filmech.

## Filmografie
| Rok       | Film/seriál                    | Role                           | Poznámky   |
| --------- | ------------------------------ | ------------------------------ | ---------- |
| 1991      | Cosby Show                     | Theův spolubydlící             | 1 epizoda  |
| 1992–1995 | Loving                         | Cooper Alden                   |            |
| 1995–1996 | The City                       | Cooper Alden                   |            |
| 1996      | Pier 66                        | Decker Monroe                  |            |
| 1997      | Meet Wally Sparks              | Dean Sparks                    |            |
| 1997      | Asteroid                       | Dr. Matthew Rogers             |            |
| 1997      | Válka špionů                   | James Cash                     | 1 epizoda  |
| 1998      | The Advanced Guard             | Kevin                          |            |
| 1998      | Significant Others             | Ben Chasen                     | 6 epizod   |
| 1998      | Poslední dny disca             | Hap                            |            |
| 1998      | Jesse                          | Roy                            | 6 epizod   |
| 1999      | Čarodějky                      | Brendan Rowe                   | 1 epizoda  |
| 1999      | Vrána                          | James Horton                   | 1 epizoda  |
| 1999      | Winding Roads                  | Mick Simons                    |            |
| 2000      | Srub u jezera                  | Boone                          |            |
| 2000      | Stydlivý polda                 | Dave Juniper                   |            |
| 2000      | Grapevine                      | Jack Vallone                   | 1 epizoda  |
| 2000      | The Specials                   | Verdict                        |            |
| 2000      | Ally McBealová                 | Wayne Keebler                  | 1 epizoda  |
| 2000–2002 | Černý anděl                    | Logan Cale                     | 42 epizod  |
| 2001      | Venus and Mars                 | Cody Battle Vandermeer         |            |
| 2001      | Trigger Happy                  | Bill                           |            |
| 2003      | JAG                            | zvláštní agent Anthony DiNozzo | 2 epizody  |
| 2003-2016 | Námořní vyšetřovací služba     | zvláštní agent Anthony DiNozzo | 234 epizod |
| 2004      | Životní příběh Natalie Woodové | Robert Wagner                  |            |
| 2005      | Malá vada na kráse             | Tom                            |            |
| 2009      | Charlie Valentine              | Danny Valentine                |            |
| 2012      | Major Crimes                   | Thorn Woodson                  |            |
| 2012      | Inside NCIS                    | zvláštní agent Anthony DiNozzo | 7 epizod   |